# Klaus-Jürgen Liedtke
Klaus-Jürgen Liedtke (* 11. Dezember 1950 in Enge, Nordfriesland) ist ein deutscher Schriftsteller und Übersetzer.

## Leben
Klaus-Jürgen Liedtke legte 1970 seine Reifeprüfung in Bielefeld ab und studierte anschließend die Fächer Skandinavistik, Germanistik und Amerikanistik an Universitäten in Kiel, Uppsala, Berlin und Turku. Seit 1974 lebt er als freier Schriftsteller und Übersetzer in Berlin.
Klaus-Jürgen Liedtke ist vorwiegend als Übersetzer aus dem Schwedischen tätig. Besonders hervorgetreten ist er als Übersetzer des lyrischen Werkes von Gunnar Ekelöf. Daneben veröffentlicht Liedtke auch eigene literarische Werke und fungiert als Herausgeber literarischer Anthologien sowie der virtuellen Ostseebibliothek.
Klaus-Jürgen Liedtke ist Mitglied im PEN-Zentrum Deutschland und im Verband deutschsprachiger Übersetzer literarischer und wissenschaftlicher Werke, VdÜ. Er wirkte mit beim Aufbau des Baltic Centre for Writers and Translators im schwedischen Visby und war von 2005 bis 2009 Vorsitzender des Baltic Writers Council sowie von 2001 bis 2007 des Three Seas Writers' and Translators' Council. Liedtke erhielt neben zahlreichen Stipendien folgende Auszeichnungen: 1992 einen Preis des Schwedischen Schriftstellerfonds, 1993 den „Natur-och-Kultur“-Übersetzerpreis der Schwedischen Akademie, 2004 den Übersetzerpreis der Schwedischen Akademie, 2005 den Paul-Celan-Preis sowie 2008 ein Bundesverdienstkreuz. 2014 wurde ihm der mit 200.000 Schwedischen Kronen dotierte Gerard-Bonnier-Preis zugesprochen. 2016 erhielt er den Mikael-Lybeck-Preis des Finnlandschwedischen Schriftstellerverbands, 2022 den Übersetzerpreis Ginkgo Biloba für Lyrik des Freundeskreises Literaturhaus Heidelberg. Im Februar 2024 wurde Liedtke für seine Bemühungen, die "schwedische Literatur in Finnland im deutschen Sprachraum zu verbreiten" mit dem Jöns-Budde-Preis der Schwedischen Literaturgesellschaft in Finnland ausgezeichnet, der mit 15.000 Euro dotiert ist.
Liedtke ist Mitglied im Verband deutschsprachiger Übersetzer literarischer und wissenschaftlicher Werke, VdÜ. Weiterhin arbeitet er am Germersheimer Übersetzerlexikon mit.

## Werke
- Musikbewegung in Schweden – progressiv? alternativ? oder was? München 1979
- Brocken Tod. Berlin 1991 (zusammen mit Matts Husser)
- E. Berlin 1998 (zusammen mit Roland Albrecht)
- Scherben Leben Brocken Tod. Berlin 2001
- Die versunkene Welt. Ein ostpreußisches Dorf in Erzählungen der Leute. Reihe Die Andere Bibliothek. Eichborn, Frankfurt 2008
- Nachkrieg und die Trümmer von Ostpreußen. Die Andere Bibliothek, 399. Berlin 2018
- August Strindberg in Stockholm. Reihe: Menschen und Orte. Edition A. B. Fischer Berlin 2019
- schreiben aus einem abgeschiedenen Land. Essays. Kleinheinrich Münster 2020
- Lapponia. In: Sinn und Form 1/2024, S. 90–97

## Herausgeberschaft
- Navigare, Visby 1999
- Översätt inte ett levande språk till ett dött, Alexandria 2005
- Edith Södergran, Ich selbst bin Feuer. Briefe und Gedichte gelesen von Meriam Abbas (Hörbuch), Münster 2013
- Finnlandschwedische Literatur der Avantgarde in 5 Bänden (Edith Södergran, Elmer Diktonius, Rabbe Enckell, Gunnar Björling, Henry Parland), Münster 2014
- Gunnar Ekelöf: Dīwān über den Fürsten von Emgión, gelesen von Klaus-Jürgen Liedtke (Hörbuch), Münster 2016
- Gunnar Ekelöf: Das Buch Fatumeh, gelesen von Meriam Abbas und Joachim Bliese (Hörbuch), Münster 2016
- Die Ostsee. Berichte und Geschichten aus 2000 Jahren. Berlin 2018
- Matthias Alexander Castrén, Reisen in Taiga und Tundra. Berlin 2022

## Übersetzungen
- Carl J. L. Almqvist: Das Geschmeide der Königin, Berlin 2005
- Ernst Brunner: Bruders Hüter, Mönkeberg 1988
- Bo Carpelan: Axel, Münster 1997
- Inger Christensen: Sich selber sehen möchte die Welt, Münster 2022 (mit einigen Übersetzungen von Hanns Grössel)
- Sven Delblanc: Selma Lagerlöf, Stockholm, 1986
- Design art, Berlin 1988
- Elmer Diktonius: Janne Kubik, Stuttgart 1990
- Eric Dyring: Schweden nach Tschernobyl, Stockholm 1987
- Vivi Edström: Astrid Lindgren, Stockholm 1987
- Gunnar Ekelöf: Das Buch Fatumeh, Münster 1992
- Gunnar Ekelöf: Dīwān über den Fürsten von Emgión, Münster 1991
- Gunnar Ekelöf: Führer in die Unterwelt, Münster 1995
- Gunnar Ekelöf: Der ketzerische Orpheus, Münster 1999
- Gunnar Ekelöf: Fährgesang, Münster 2003
- Gunnar Ekelöf: Unfoug, Münster 2001
- Gunnar Ekelöf: Ein zerbrochenes Kästchen aus Holz, Münster 2004
- Ingrid Elam: Neue Prosa aus Schweden, Stockholm 2004
- Horace Engdahl: Meteore, Münster 2007
- Horace Engdahl: Die Zigarette danach, Münster 2013
- Kjell Espmark: Die Lebenden sind ohne Gräber / De levande har inga gravar, Münster 2006
- Kjell Espmark: Milchstraße / Vintergata, Münster 2011
- Ulf Peter Hallberg: Der Blick des Flaneurs, Leipzig 1995
- Olav Christopher Jenssen: Estimation, Münster 1997
- Olav Christopher Jenssen: Estragon, Göttingen 2018 (Stiftung Niedersachsen: Kunst der Gegenwart aus Niedersachsen Band 73)
- Christer Kihlman: Homo tremens, Stuttgart 1985 (übersetzt zusammen mit Tine Jansson)
- Per Kirkeby: In Grönland. Münster 2017, ISBN 978-3-945237-05-2
- Maaret Koskinen: Ingmar Bergman, Stockholm, Schweden 1993
- Jan Larsson: Raoul Wallenberg, Stockholm 1988
- Karl Larsson: Form / Force. Neuer Aachener Kunstverein. Verlag der Buchhandlung Walther König Köln 2013
- Georg Ragnar Levi, Flora ad infinitum. Deutscher Kunstverlag Berlin 2021
- Björn Linnell: Einige Anmerkungen zur literarischen Situation im heutigen Schweden. Stockholm 1987
- Harry Martinson: Reisen ohne Ziel. Aus dem Schwedischen von Verner Arpe und K.-J. Liedtke. Guggolz, Berlin 2017
- Harry Martinson: Schwärmer und Schnaken. Naturessays. Guggolz Berlin 2021, ISBN 978-3-945370-29-2
- Jan Myrdal: Karriere, Berlin 1977 (zusammen mit Einar Schlereth)
- Jan Myrdal: China nach Mao Tsetung. Berlin 1978 (zusammen mit Kerstin Moberg und Ulrike Schulz)
- Anders Olsson: Ekelöfs Nein. Der poetische Kosmos Gunnar Ekelöfs, Münster 2013
- Håkan Rehnberg: Moira, Münster 1991
- Fredrik Sjöberg: Tomas Tranströmers Insektensammlung von der Insel Runmarö, Münster 2011
- Lennart Sjögren: Der äußere Strand, Bromma 1998 (übersetzt zusammen mit Sarah Kirsch)
- Edith Södergran: Der Schlüssel zu allen Geheimnissen / Nyckeln till alla hemligheter. Berlin 2002
- Edith Södergran: Scharf wie Diamanten, Berlin 2003 (übersetzt zusammen mit Sieglinde Mierau)
- Göran Sonnevi: Das brennende Haus. München 2009
- Göran Sonnevi: Sprache; Werkzeug; Feuer, Münster 1989
- Göran Sonnevi: Das Unmögliche, Münster 1988
- Erik Johan Stagnelius: Aus dem Dunkel der Trübsal / I bedrövelsens mörker, Münster 2013
- August Strindberg: Vom Meer, Berlin 2011
- Karl August Tavaststjerna: Harte Zeiten, Stuttgart 1983; München 2014
- Søren Ulrik Thomsen: Zitterspiegel / Rystet spejl. Münster 2016
- Søren Ulrik Thomsen: Eine hinter der Wandtäfelung eingeklemmte Haarnadel. Notate aus Kopenhagen. Münster 2021
- Johan Tralau: Menschendämmerung, Freiburg [u. a.] 2005
- Triade, Ahrenshoop 2002
- Per Wästberg: Andere Leben / Andra liv. Münster 2009
- Marijke van Warmerdam: Lila la la. Berlin 1999
- Jörgen Weibull: Schwedische Geschichte. Stockholm 1994
- Carl-Henning Wijkmark: Der du nicht bist. Berlin 2001
- Carl-Henning Wijkmark: Letzte Tage. Berlin 2002